# Calymma communimacula
Calymma communimacula là một loài bướm đêm trong họ Erebidae.